# Samsung Experience
O Samsung Experience (denominado como SΛMSUNG Experience) (em português:  Experiência Samsung) era o firmware personalizado baseado no Android que a Samsung utilizava em seus smartphones da marca Galaxy. Seu nome original era TouchWiz, sendo alterado no final de 2016 em uma versão beta do Android Nougat presente na família Samsung Galaxy S7.

## Histórico

### TouchWiz
Originalmente lançado em 4 de junho de 2010, para a família Galaxy S, TouchWiz era o antigo nome que a Samsung usava para sua interface e ícones. Revisores criticaram a Samsung por incluir muitos recursos e bloatware, especialmente no Galaxy S4, que inclui o que muitos usuários chamam de "recurso de rastreamento" da Samsung. Nos anos seguintes, porém, a Samsung removeu incrementalmente o bloatware e os recursos extras, até que o TouchWiz não fosse mais reconhecido como TouchWiz, levando-os a renomeá-lo.

### Marca registrada
Em 15 de dezembro de 2016, a Samsung registrou uma marca registrada para o nome "Samsung Experience", juntamente com um logotipo.

### Substituição
Em 2018, a Samsung anunciou sua nova interface, a One UI, inicialmente para a família Galaxy S9, substituindo assim a Samsung Experience.

## Recursos

### Tela inicial
A Samsung Experience traz várias alterações na tela inicial padrão do Android. O ícone de aplicativos fica na parte inferior direita da tela e não na parte inferior. A barra de pesquisa do Google Assistente fica logo abaixo do meio da tela, em vez de no topo, e há um widget de clima (fornecido pelo The Weather Channel ou AccuWeather em alguns países ou dispositivos) no canto superior direito da tela. Além disso, um usuário pode editar o layout da grade de aplicativos.

### Tela Edge
O "Edge" (vidro curvo na borda da tela) foi originalmente introduzido no Galaxy Note Edge e popularizado com o Galaxy S6 Edge.

#### Edges
As Tarefas Edge dá aos usuários um atalho para tarefas que são comumente utilizadas, assim como fazer uma ligação para um certo contato, configurar um alarme, e criar um lembrete no Calendário. É uma variedade de ícones (por exemplo, fotos de contatos [com ícones de ligação, mensagem ou e-mail], um ícone de aplicativo com um sinal de mais no seu canto inferior direito, ou uma foto [do seu armazenamento] no formato de círculo [com o ícone da galeria no canto inferior direito]) no lado direito da tela. A seção de Principais Contatos permite que o usuário adicione 5 contatos diferentes para exibição na tela, para acesso rápido à funções como ligação, envio de texto e e-mails. Isto exibe a foto e o nome do contato. Os Aplicativos Edge exibe dez dos aplicativos mais utilizados pelo usuário, divididos igualmente em duas colunas. O usuário pode também adicionar uma pasta inteira para o visor.

#### Painéis Edge

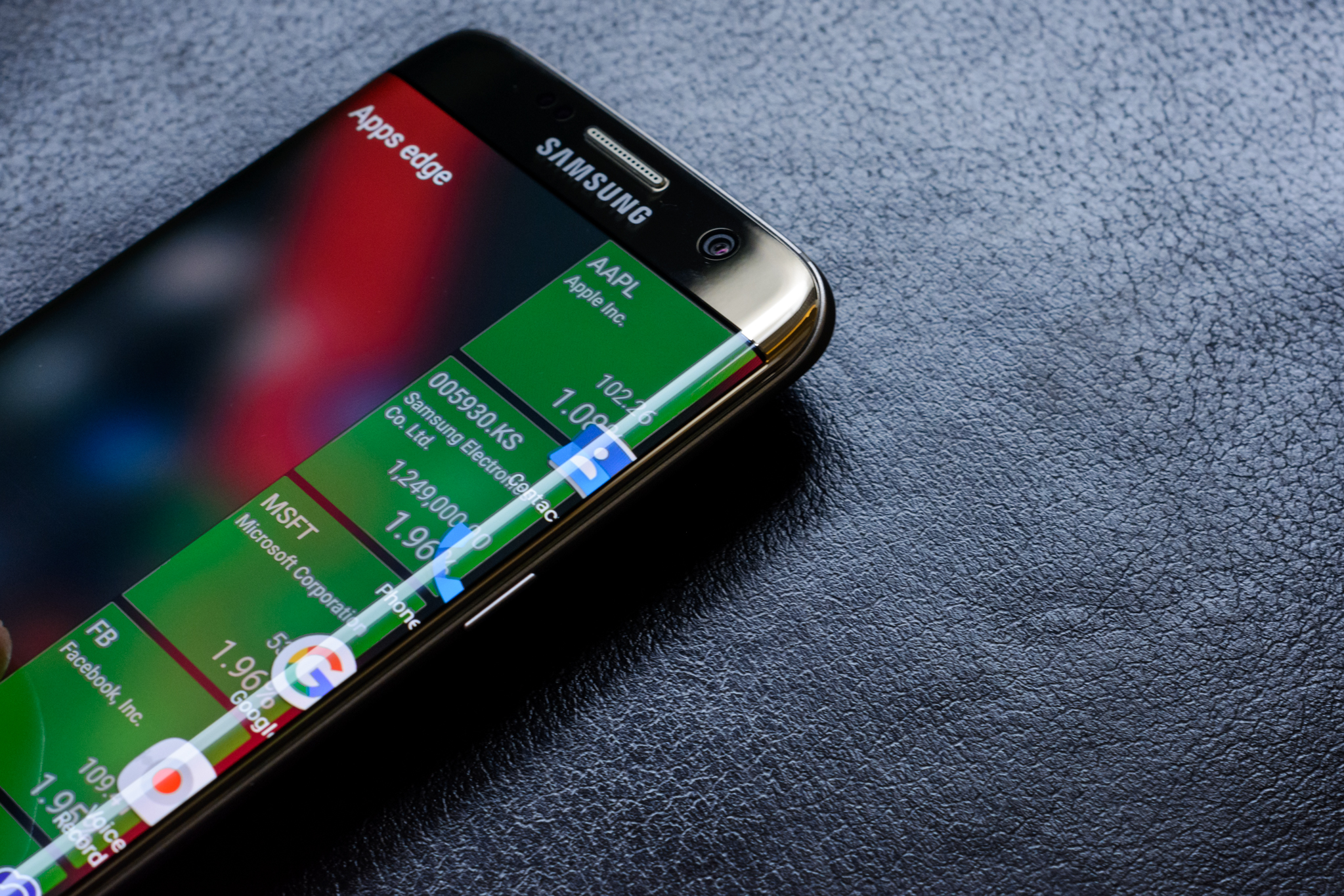
Um Galaxy S7 passando do painel do Yahoo Finanças para o painel Aplicativos Edge.

Yahoo Esportes, Finanças, e Notícias são painéis que estão inclusos com o aparelho. O usuário pode baixar painéis extras para facilidade de uso, como um leitor RSS, tendências do Twitter, e notícias da CNN.

#### Ferramentas Rápidas
Com as Ferramentas Rápidas, o Edge transforma-se em uma régua, numa bússola ou em uma lanterna.

#### Notificações Edge
Quando o usuário desliza com o dedo na beirada do ecrã desligado, o ecrã da beirada liga e exibe chamadas perdidas, o atual horário, clima e notícias.

### Grace UX
Primeiramente lançada com o Samsung Galaxy Note 7 para o Android Marshmallow, a Grace UX foi nomeada depois do codinome do dispositivo, e eventualmente foi também lançada para dispositivos mais antigos, incluindo o Galaxy Note 5 através de uma atualização (Coreia e eventualmente outros países), e o Galaxy S7 e S7 Edge através da atualização oficial do Android Nougat. A Grace UX apresenta uma aparência limpa e simples com uso extensivo de espaços brancos. Os dispositivos TouchWiz Grace UX também se beneficiam da funcionalidade Secure Folder, a qual permite que usuários criem um espaço privado e criptografado para arquivos e até mesmo aplicativos.
Além disso, para a maioria dos países, todas as línguas que estavam ausentes nas versões anteriores (Android Marshmallow ou anterior) estarão disponíveis no novo lançamento, começando com o Galaxy Tab S3. 

### Always-on display

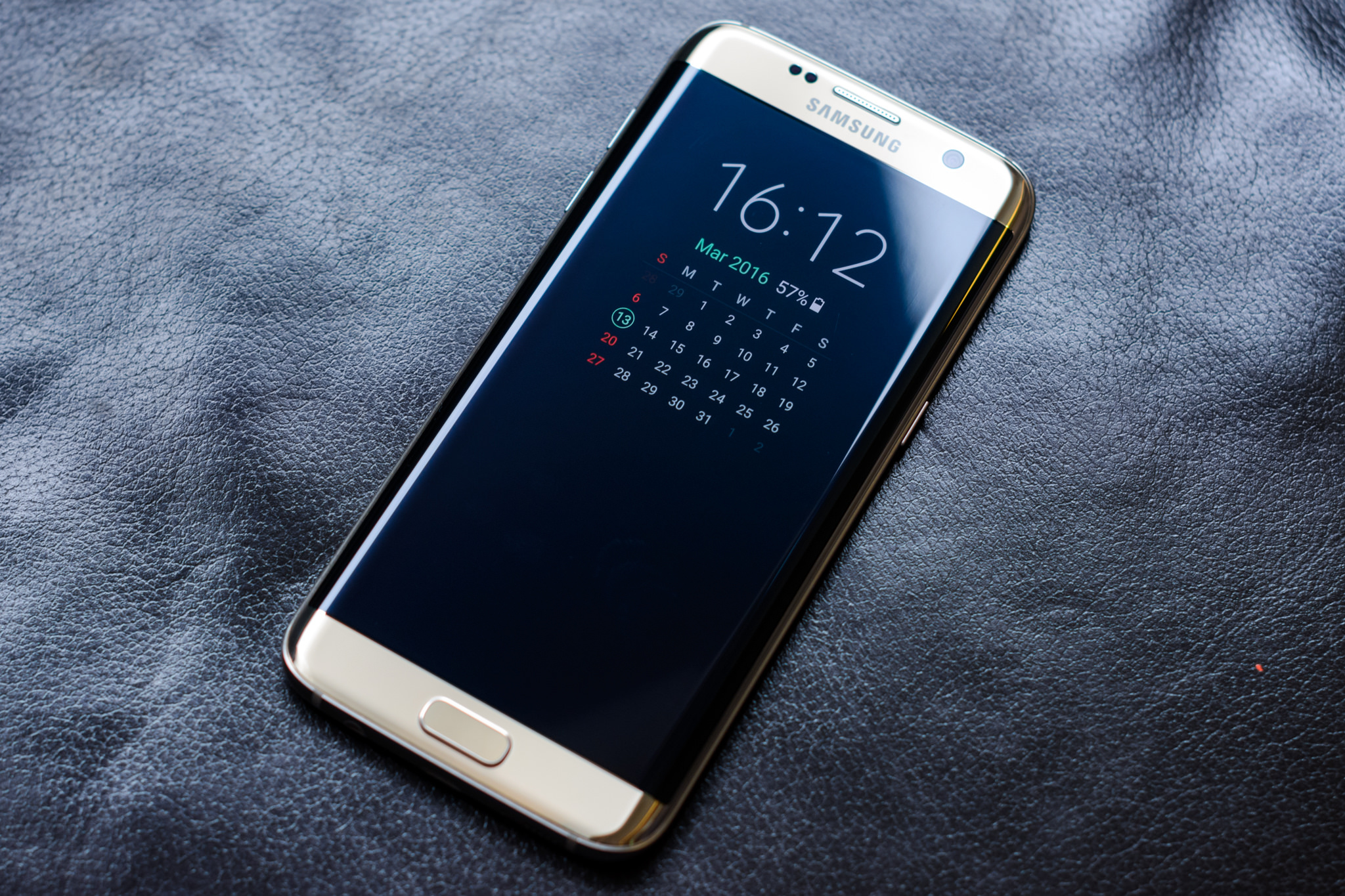
Always-on Display em uso no Galaxy S7 Edge, exibindo o horário e o calendário.

Apenas alguns píxeis são iluminados quando o always-on display é ativo. A tela irá exibir o horário atual, o calendário, ou uma imagem selecionada. Há diferentes estilos para cada opção (o relógio tem 7 estilos, o calendário 2, e a imagem tem 3 estilos).
O Always-on Display está disponível na série Samsung A (2017 & 2018), Galaxy S7/S7 Edge, Galaxy S8/S8+, Galaxy J7 (2017)/J7 Pro/J7+ (ou C7 2017). Galaxy C5/C7/C9 Pro e Galaxy Note 7/FE/8/9 apenas.

### Gerenciador de Arquivos
A Samsung disponibiliza um gerenciador de arquivos em seus aparelhos Galaxy, ao contrário do stock Android.

### Game Launcher
Qualquer jogo que o usuário baixar é combinado em uma única pasta. Com o jogo nesta pasta, pode-se otimizar a taxa de quadros por segundo e a resolução. Isso inclui o Game Tools, um botão que aparece quando o usuário inicializa um jogo. Quando pressionado, pode omitir notificações, desligar as teclas capacitivas, minimizar o jogo, realizar uma captura de tela e gravar uma jogabilidade.